# 卡普拉罗拉
卡普拉罗拉（義大利語：Caprarola），是意大利维泰博省的一个市镇。总面积57.47平方公里，人口5676人，人口密度98.8人/平方公里（2009年）。ISTAT代码为056015。